# Црква Покрова Пресвете Богородице у Тутњевцу
Црква Покрова Пресвете Богородице у Тутњевцу, парохијска је православна црква у насељеном месту на територији општине Угљевик, припада Епархији зворничко-тузланској Српске православне цркве.

## Тутњевачка парохија
Црква посвећена Покрову Пресвете Богородице седиште је Тутњевачке парохије коју чине насељена места Тутњевац и Пушковац.
Првобитна црква на истом мјесту изграђена је 1912. године, али је због дотрајалости донијета одлука да се поруши и изгради нова.
Градња цркве почела је 1977. године, у основи димензија 19,5 x 7,5m, а по благослову епископа зворничко-тузланског Лонгина Томића темеље храма освештао је протосинђел Василије Качавенда 18. септембра 1977. године.
Пројекат цркве израђен је у Пројектном бироу при Патријаршији у Београду. Градња је завршена 1981. године, а 30. августа исте године храм је освештао патријарх српски Герман, уз саслужење више епископа и то: шабачко-ваљевског Јована Велимировића, далматинског Николаја Мрђе и зворничко-тузланског Василија.
Мајстор Тешо Џолић из Драгаљевца израдио је иконостас од липовог дрвета. Иконе на иконостасу су барокног стила, а живописао их, по летопису, професор Муфтић (наводи се само презиме). Храм је живописао Горан Пешић из Чачка који је  освештан 16. фебруара 2020. године.

## Филијална црква
У оквиру Тутњевачке парохије поред парохијске постоје још једна филијална богослужбена грађевина:
- Црква Рођења Пресвете Богородице у Пушковцу подигнута је 2000. године, на земљишту које је поклонио Андрија Стјепановић из Милина Села. Пројекат храма урадио је архитекта Стојко Грубач из Бање Луке. Димензије цркве у основи су 15 x 11m Темеље је освештао 17. септембра 2000. године и цркву 20. септембра 2008. године епископ Василије. Кум храма био је Ђорђе Јовановић из Пушковца.

## Галерија
- Поглед на цркву са Лазића брда